# Гуйттінен
Гу́йттінен (фін. Huittinen, швед. Vittis) — місто в провінції Сатакунта, що в Західній Фінляндії. Населення  — 10 618 жителів (2014).

## Географія
Площа 539,59 км², 6,97 км² — водяного дзеркала. Щільність населення 19,94 особи на км².

## Історія
Заснований у 1865 році на березі річки Лоймійокі, статус міста отримало у 1977 році.

## Промисловість
У місті діє харчовий комбінат «Сааріойнен».

## Освіта
У передмісті на березі річки розташований «Західно-Фінляндський коледж» фін. Länsi Suomen Opisto — найстаріший у Фінляндії фіномовний навчальний заклад, заснований 1 листопада 1892 року.

## Пам'ятки
Однією з визначних пам'яток міста є серія міських оголених скульптур: «Доріс», який біжить вулицею, та чоловік у телефонній будці. У місті є музей.

## Спорт
З масштабних спортивних споруд — плавальний басейн і крита ковзанка зі штучним льодом.

## Відомі люди
- Рісто Рюті — фінський політичний діяч, президент Фінляндії в 1940—1944 роках.